# Salvator Mundi (Leonardo)
Salvator Mundi (lat. za „Spasitelj svijeta”) je ulje na drvetu koje je odnedavno pripisano Leonardu da Vinciju, za kojega se zna kako je slikao ovu temu. Slika prikazuje Krista na renesansni način, s uzdignutom desnom rukom i prekriženim prstima u blagoslovu dok u lijevoj drži kristalnu kuglu.

## Povijest
Leonardo da Vinci je slikao ovaj motiv nekad između 1506. i 1513. godine u Francuskoj, za kralja Luju XII. Nedavnom provjerom autorstva utvrđeno je kako je tu sliku posjedovao engleski kralj Karlo I. 1649. godine, nakon čega ju je otkupio vojvoda Buckinghama i Normanbyja 1763. god. Ponovno se pojavljuje 1900. kada je kupuje britanski kolekcionar Francis Cook, prvi viskont Monserratea. Slika je bila oštećena prethodnim restauracijama i njezino autorstvo nije bilo jasno. Cookovi nasljednici su je prodali na aukciji 1958. godine za samo 45 £.
Slika je bila izgubljena i ponovno je pronađena 2005. kada ju nabavlja konzorcij kolekcionara iz New Yorka pod vodstvom Alexandera Parisha i Roberta Simona. Bila je uvelike preslikana i izgledala je kao kopija. Obnovljena je tek 2011. godine i utvrđeno je kako je riječ o Leonardovom djelu. Naime, slika je uspoređena s nekoliko verzija slika Salvator Mundi drugih umjetnika iz istog razdoblja i utvrđeno je kako je ova superiornija. Također su pronađeni tragovi pritiskanja donje strane dlana prilikom slikanja, a što je bilo poznato na drugim Leonardovim djelima. Utvrđeno je i kako je način slikanja uvojaka kose i pletera na lenti, kao i pigmenti na podlozi od kestenova drveta, odogovaraju Leonardovom stilu.
Izložena je napokon u londonskoj Nacionalnoj galeriji za izložbu Leonardo da Vinci: Slikar na milanskom dvoru od 9. studenoga 2011. do 5. veljače 2012.
Slika je privatno prodana ruskom kolekcionaru Dmitriju Rubolovljevu preko švicarskog posrednika Yvesa Bouviera za 127,5 milijuna $, postavši jednom od najskupljih slika na svijetu.